# کاکنه (سرده)
کاکُنه‌ها یا عروسک‌های پشت پرده نام علمی فیسالیس (به انگلیسی: Physalis) سرده‌ای متعلق به خانوادهٔ (بادنجانیان) است. مزه میوه‌های آن ترکیبی از طعم میوه‌های توت فرنگی، گیلاس، کیوی، آناناس و گوجه‌فرنگی است. کاکنه‌ها رنگ‌ها و مزه‌های مختلفی دارند. معروف‌ترین رنگ‌هایش زرد، قرمز، بنفش و سبز است.
.
کاکنه‌ها در گروه درختان میوه کوچک طبقه‌بندی شده‌اند. کونه معروف این سرده کاکنه است.

## نام‌ها
کاکُنه را کاکونه، عروسک، عروسک پشت پرده و عروس پس پرده هم گفته‌اند. نام‌های دیگر آن «گیلاس جهودان» و «کچومن» و فانوس چینی و فیسالیس و گوجه فانوسی است. صورت معرب کاکنه، یعنی «کاکِنَج» هم در برخی متون قدیمی به‌کار رفته‌است. به عربی «جوزالمزج» و «حب اللهو» گفته می‌شود و در زبان آذری به آن یِرگیلاسی، در ترکی استانبولی به آن güveyfeneri (فانوس داماد) می‌گویند.
ارزش غذایی فیسالیس

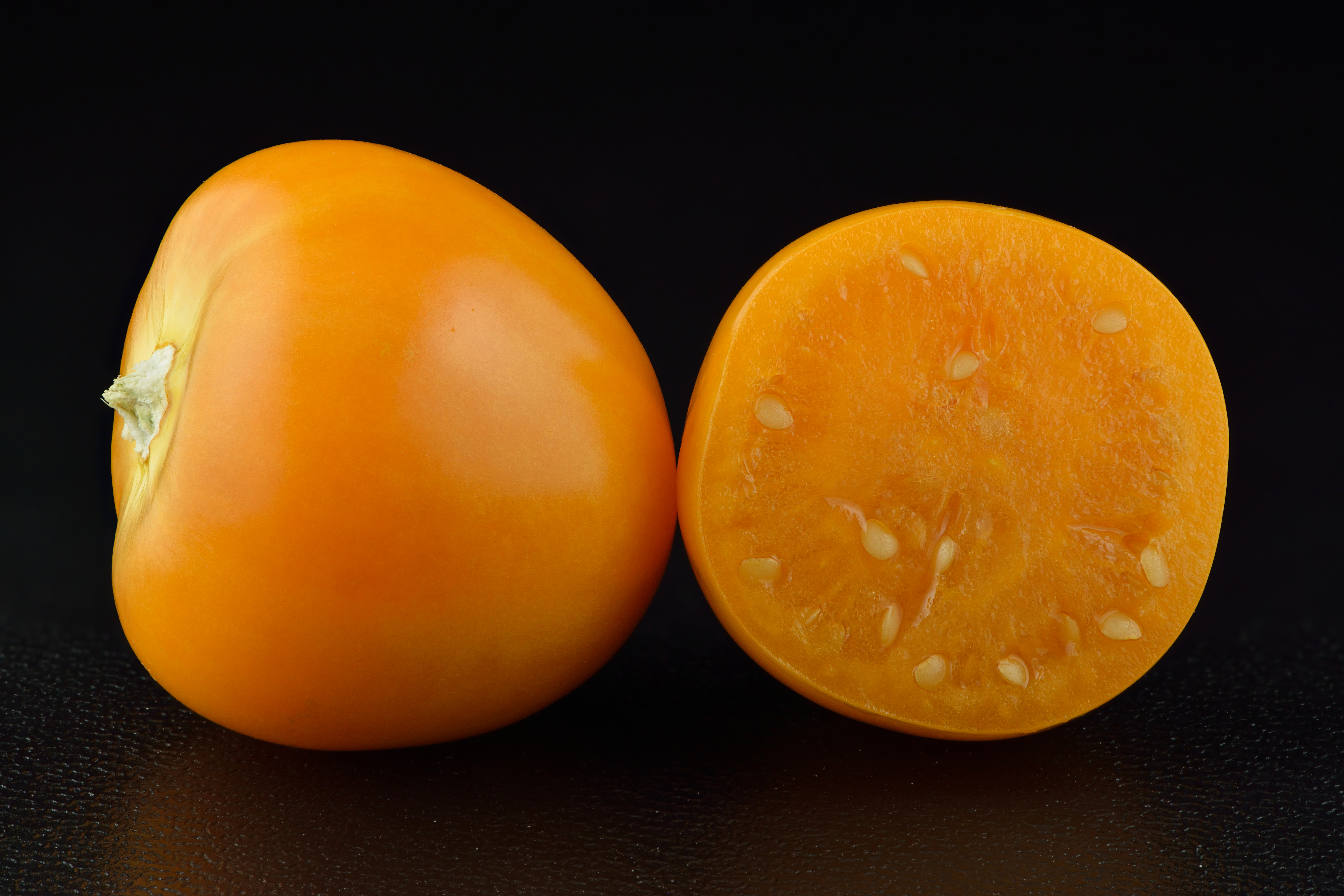
میوه کاکنه

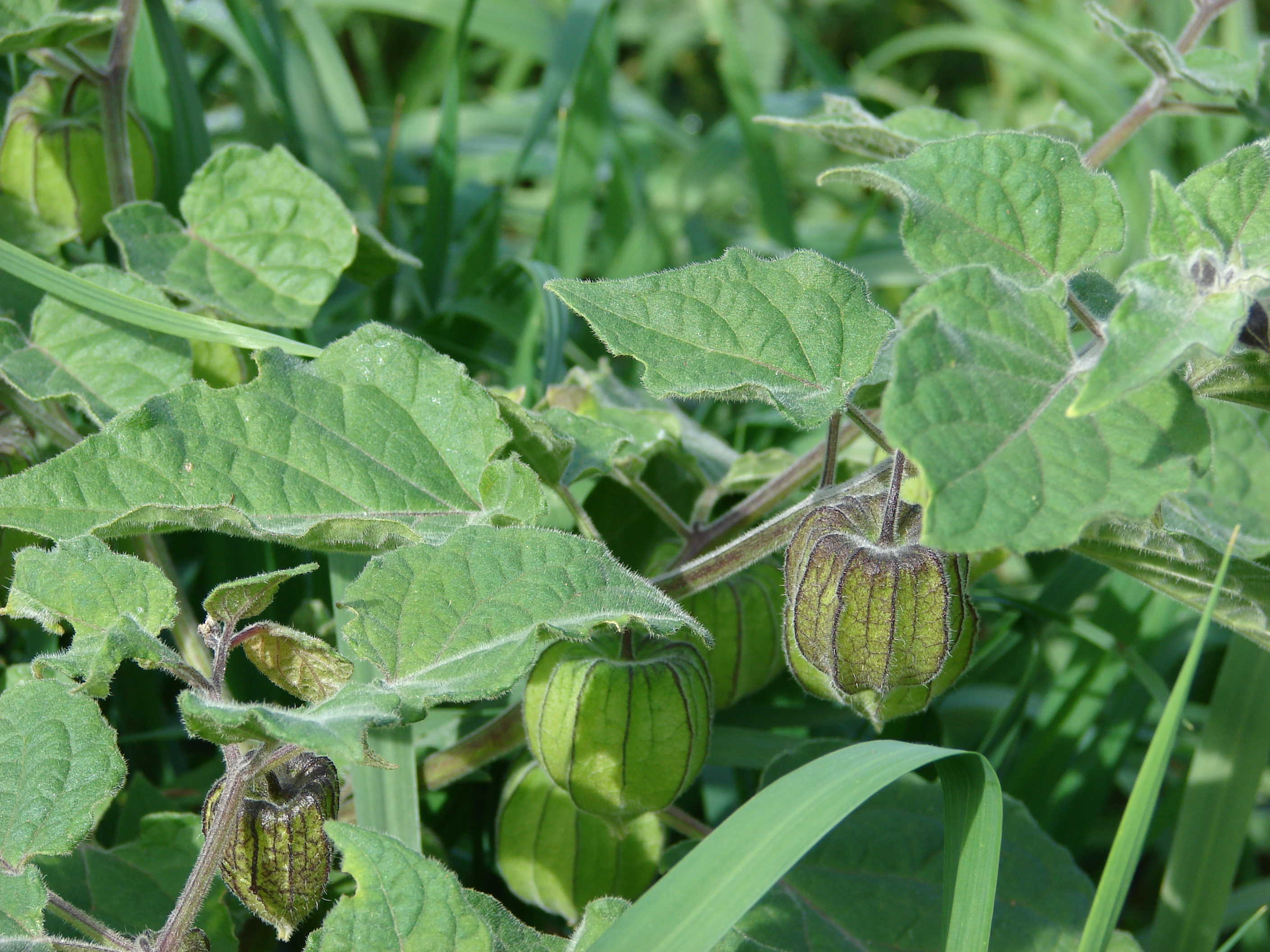
میوه کاکنه

فیسالیس یک میوه استوایی و نارنجی رنگ است که ظاهری مانند گیلاس و گوجه فرنگی دارد. این میوه مانند فانوس‌های چینی از ساقه خود آویزان می‌شوند. طعم فیسالیس را می‌توان شبیه به مزه ترکیبی از میوه‌های گیلاس، کیوی، توت فرنگی و آناناس دانست که مزه شیرینی دارد. این میوه مانند یک گیلاس داخل پوسته کاغذی نازک قرار گرفته است به همین دلیل با نام عروسک پشت پرده از آن یاد می‌شود. این میوه در آمریکای جنوبی و شهرهای ایرانی رامسر و تنکابن یافت می‌شوند که ارزش غذایی بسیار زیادی نیز دارد. ویتامین‌های B، ویتامین C، ویتامین A، آنتی‌اکسیدان، پلی فنول ها، تیامین، نیاسین، ریبوفلاوین، کلسیم، آهن، کاروتنوئیدها و فسفر از ارزش‌ها و فواید این میوه به شمار می‌رود. فیسالیس دارای کالری، چربی، کربوهیدرات و پروتئین مطلوبی است.
کاربرد فیسالیس
میوه فیسالیس هم مانند دیگر میوه‌ها کاربردهای زیادی دارد. یکی از رایج‌ترین این کاربردها استفاده از آن در تهیه انواع سالادها، دسرها، مرباها، کمپوت‌ها و سس‌ها بوده است. از گونه توت طلایی در تهیه کمپوت، دسر و مربا و از گونه تومیتیلو در تهیه سس سبز مکزیکی دارای طعم شیرین بسیار استفاده می‌شود. تهیه کرم‌های آرایشی یکی دیگر از کاربردهای میوه فیسالیس است.
عوارض و مضرات
میوه فیسالیس خواص بسیاری دارد اما مصرف بی رویه آن می‌تواند برای انسان عوارض زیادی را ایجاد کند. مصرف نارس این میوه می‌تواند فرد را دچار مسمومیت کند. علاوه بر آن، مصرف میوه فیسالیس برای افراد مبتلا به آلرژی، نارسایی طحال و زنان باردار توصیه نمی‌شود. این میوه برای برخی از زنان ایجاد ناباروری می‌کند. به صورت کل برای تمامی مصرف کنندگان، مصرف گونه وحشی این میوه توصیه نمی‌شود.

## نگارخانه

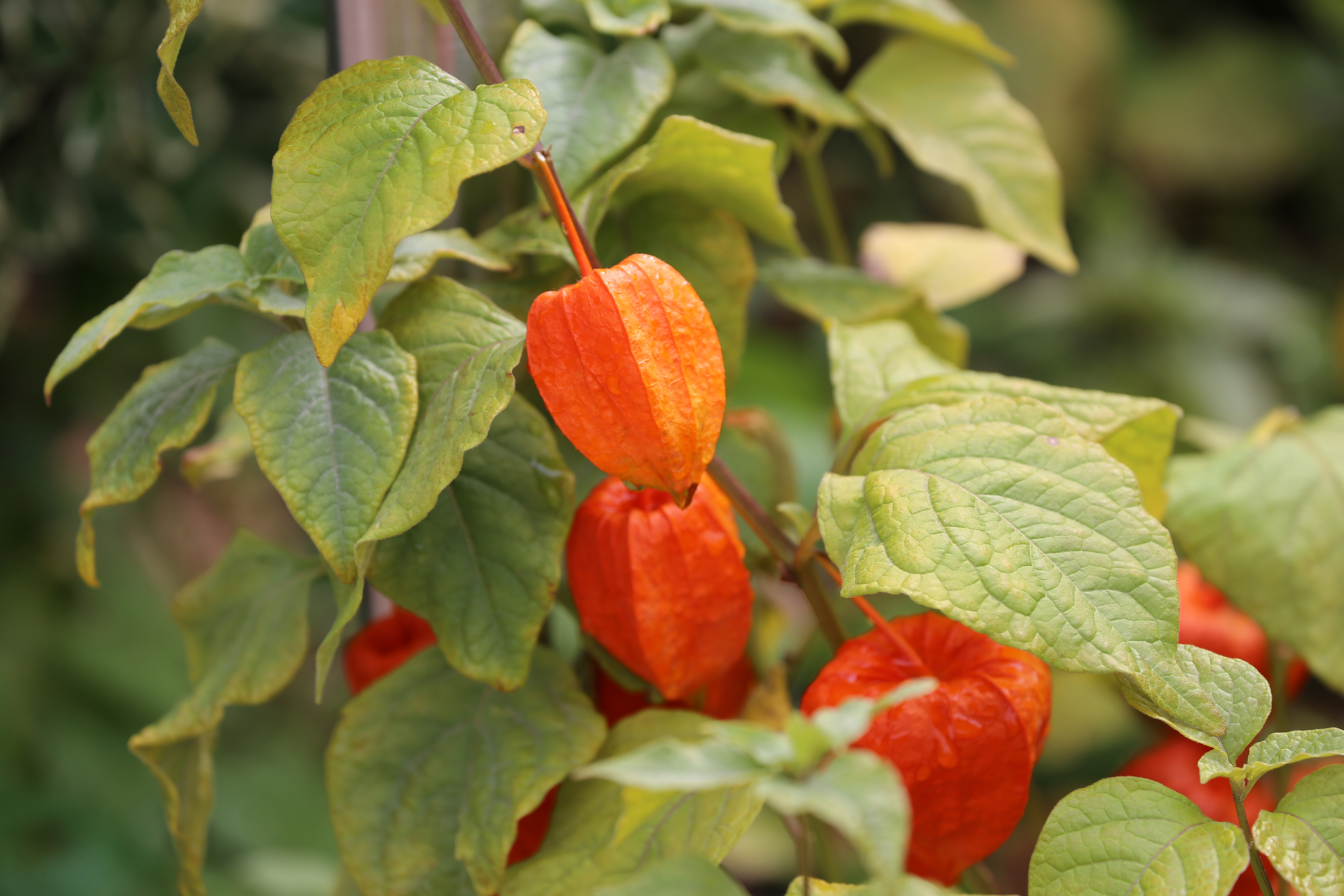
فیسالیس نارنجی
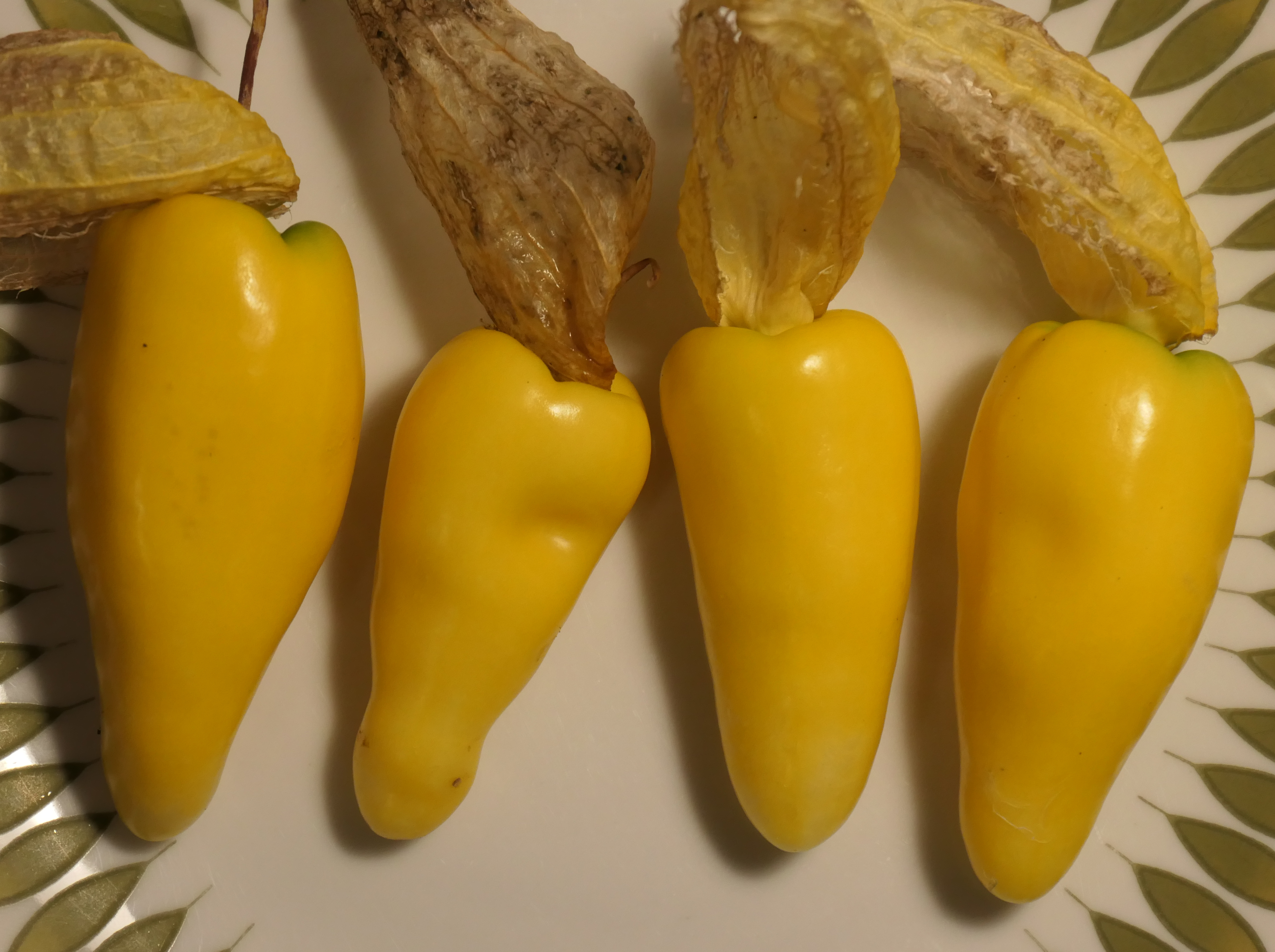
گونه ای از فیسالیس
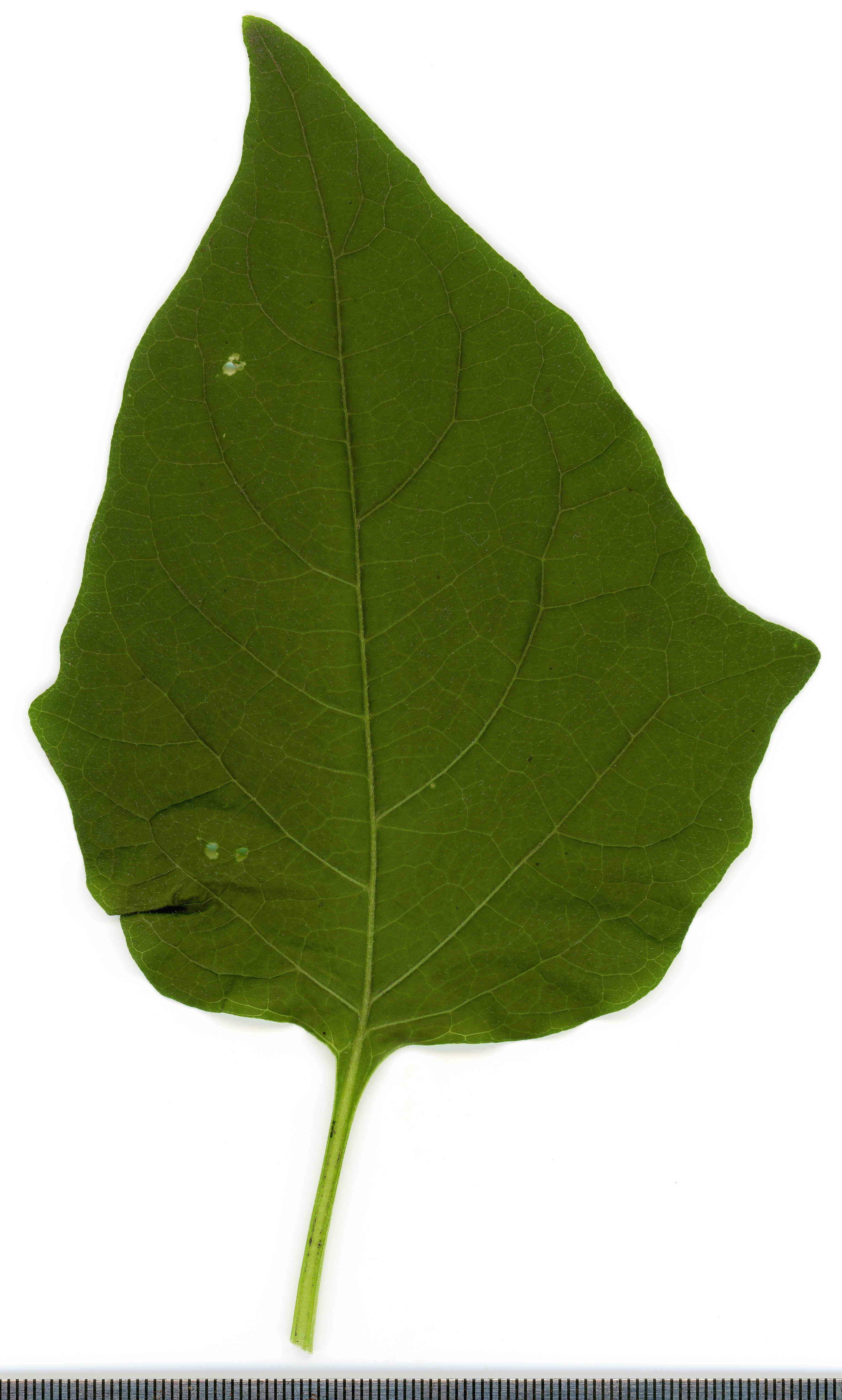
برگ فیسالیس